# Hiljson Mandela
Ivan Hilje (Zagreb, 15. rujna 1992.), poznatiji pod umjetničkim imenom Hiljson Mandela (ranije stilizirano kao Hilj$on Mandela), hrvatski je hip-hop glazbenik, tekstopisac i pjevač, ujedno i član zagrebačkog hip-hop sastava KUKU$. Sin je operne pjevačice Diane Hilje te je odmalena iskazivao zanimanje za glazbu. Godine 2008. osnovao je bend Prazna Lepinja, pjevajući i svirajući saksofon, a 2013. objavili su prvi studijski album Danasutra.
S dvojicom prijatelja – Ivanom Godinom (poznatiji kao Goca R.I.P) i Mislavom Kljenakom (poznatiji kao Iso Miki) – osnovao je 2013. godine u rodnom Zagrebu trap-sastav KUKU$, tako postavši pionirima istog žanra glazbe u Hrvatskoj.
Debitantski samostalni album Mandela Effect, snimio je u suradnji s producentom Mihovilom Šoštarićem, poznatijim kao Lockroom, a objavio ga je u svibnju 2022. Album se ubrzo popularizirao zbog viralnih pjesama kao što su „Cura S Kvarta”, „Mbappé”, „McLaren” (snimljen u suradnji sa srpskim pjevačem i reperom Rastom), „Neće K***c” (s reperom Gršom), „Lova” i drugi.
Godine 2020. osvojio je nagradu Cesarice za suradnju sa pjevačicom Zsa Zsom za pjesmu „Ova ljubav”. U rujnu 2022. objavio je suradnju s Miach „NLO” koja je dobila nominaciju za Cesaricu, po drugi put u njegovoj karijeri. Dobitnik je nagrade Zlatni studio 2023. kao „jedno od najboljih novih lica na glazbenoj sceni”.

## Nagrade i nominacije
| Godina | Organizacija           | Kategorija                            | Nominirani rad           | Ishod     |
| ------ | ---------------------- | ------------------------------------- | ------------------------ | --------- |
| 2020.  | Cesarica               | Hit godine                            | „Ova ljubav” sa Zsa Zsom | Osvojio   |
| 2022.  | Cesarica – Hit mjeseca | Hit mjeseca listopada                 | „NLO” s Miach            | Osvojio   |
| 2022.  | Cesarica               | Hit godine                            | „NLO” s Miach            | Nominiran |
| 2023.  | Zlatni studio          | Najbolje novo lice na glazbenoj sceni | –                        | Osvojio   |
| 2023.  | Porin                  | Najbolji album Hip-hop glazbe         | Mandela Effect           | Nominiran |

## Diskografija

### Аlbumi

#### Prazna Lepinja
- Danasutra[7] (2013.)

#### KUKU$
- Flexikon (2014.)
- BMK – BogateМladeКmice (2015.)
- О kuku$ima se ne raspravlja (2015.)
- GameChanger (feat. Shira Rodbina) (2015.)
- Drugo Koljeno (feat. Shira Rodbina) (2016.)
- Тriestri – Gram Тurizlo (2017.)
- Аnđeli i Bomboni (2018.)
- Glupi tejp (2019.)
- X (2023.)

#### Solo
- Mandela Effect (2022.)

### Singlovi
| „Dona flores” ft. Tone Tuoro                   | 2015. | [ a ] |     | Singl          |
| „Žene gazele” ft. High5                        | 2015. | [ a ] | —   | Singl          |
| „Katty Perry” ft. High5                        | 2015. | [ a ] | —   | Singl          |
| „95” ft. Klinac                                | 2019. | [ a ] | —   | Singl          |
| „Tu sam” ft. Vekac                             | 2019. | [ a ] | —   | Singl          |
| „Zvijezde” ft. Zembo Latifa                    | 2020. | [ a ] | —   | Singl          |
| „Bebica”                                       | 2020. | [ a ] | —   | Singl          |
| „Ova ljubav” ft. Zsa Zsa                       | 2020. | [ a ] | 2.  | Singl          |
| „Bog zna” ft. Stoka                            | 2021. | [ a ] | —   | Singl          |
| „NLO” ft. Miach                                | 2022. | —     | 6.  | Između nas     |
| „Cura s kvarta”                                | 2022. | 21.   | 19. | Mandela Effect |
| „Ankaran” ft. Biba                             | 2024. | 1.    | 37. | Singl          |
| „7 Ujutro”                                     | 2024. | 20.   | 10. | Singl          |
| „Anđeo” s Miach                                | 2024. | 1.    | 1.  | Singl          |
| "—" označava singl koji nije ušao na ljestvicu |       |       |     |                |

### Ostalo
| „McLaren” ft. Rasta                            | 2022. | 13. | Mandela Effect |
| „Gori sve” ft. Palac                           | 2022. | 14. | Mandela Effect |
| „Lova”                                         | 2022. | 23. | Mandela Effect |
| „Još ovu noć” ft. z++                          | 2022. | 20. | Mandela Effect |
| „Neće K***c” ft. Grše                          | 2022. | 24. | Mandela Effect |
| „Bajadeira” ft. Peki                           | 2024. | 5.  | Fortuna        |
| "—" označava singl koji nije ušao na ljestvicu |       |     |                |